# Мубенде (округ)
Мубенде — округ в Центральной области Уганды. По состоянию на 2010 год в округе проживает 544 000 человек. Площадь территории составляет 6197,7 км². На севере граничит с округом Кянкванзи, с округом Кибога на северо-востоке, с округом Митяна на востоке, на юге граничит с округами Гомба и Сембабуле, с округом Кибаале на северо-западе, и округом Кьегегва на юго-западе. Основным видом экономической деятельности округа является сельское хозяйство.
Административный центр — Мубенде.